# I. e. 504
Évszázadok: i. e. 7. század – i. e. 6. század – i. e. 5. század
Évtizedek: i. e. 550-es évek – i. e. 540-es évek – i. e. 530-as évek – i. e. 520-as évek – i. e. 510-es évek – i. e. 500-as évek – i. e. 490-es évek – i. e. 480-as évek – i. e. 470-es évek – i. e. 460-as évek – i. e. 450-es évek
Évek: i. e. 509 – i. e. 508 – i. e. 507 – i. e. 506 –  i. e. 505 – i. e. 504 – i. e. 503 – i. e. 502 – i. e. 501 – i. e. 500 – i. e. 499

## Események
- A 69. olümpiai játékok
- Római consulok: Publius Valerius Publicola és Titus Lucretius Tricipitinus
- A szabin eredetű patriciusokat (például Claudia gens) felveszik a római arisztokrácia soraiba.